# Allegro brillant (Mendelssohn)
L'Allegro Brillant opus 92, est une composition pour piano à quatre mains écrites par Felix Mendelssohn en 1841. Cette pièce est dédiée à Clara Schumann. Elle est créée le 31 mars 1841 au Gewandhaus de Leipzig.

## Structure
Cette pièce est en la majeur et dure environ dix minutes.